# Kamel al-Tayeb Idris Abdelhafiz
Kamel al-Tayeb Idris Abdelhafiz est un homme politique soudanais qui occupe le poste de Premier ministre du Soudan depuis le 19 mai 2025.

## Biographie
Haut fonctionnaire dans la diplomatie, Kamil Idris à est d'abord président de l'Organisation mondiale de la propriété intellectuelle (OMPI) puis candidat à l'élection présidentielle soudanaise de 2010. Le 19 mai 2025, il est nommé Premier ministre du Soudan dans un contexte de guerre civile qui ravage le pays depuis deux ans. Il succède à ce poste le 19 mai à un autre ancien diplomate, Dafallah al-Haj Ali. 
Le 19 juillet, il se rend pour la première fois depuis sa prise de fonction à Khartoum capitale soudanaise, qu'il promet de reconstruire, notamment ses logements, son aéroport, et sa raffinerie qui traitait 100 000 barils par jour avant la guerre. Le 7 août, il effectue son premier voyage à l'étranger depuis sa prise de fonction en Égypte, soutien crucial de son gouvernement en guerre contre la milice paramilitaire « Forces de soutien rapide », où il rencontre son homologue égyptien Mostafa Madbouly.